# Emiliana Arango
Emiliana Arango (ur. 28 listopada 2000 w Medellín) – kolumbijska tenisistka, reprezentantka kraju w Pucharze Billie Jean King.

## Kariera tenisowa
W 2016 roku po raz pierwszy została powołana do gry w Pucharze Federacji.
W tym samym roku zadebiutowała w WTA Tour. Otrzymała dziką kartę do turnieju w Bogocie. W pierwszej rundzie przegrała z Iriną Falconi 0:6, 1:6. Dwa lata później, również w Bogocie, ponownie zagrała dzięki dzikiej karcie i odniosła swoje pierwsze zwycięstwo w głównym cyklu. Pokonała rozstawioną z nr 4. Verónicę Cepede Royg 6:0. 2:6, 6:4, następnie wygrała z Jasmine Paolini 7:6(0), 6:1. W ćwierćfinale poddała spotkanie przeciwko Annie Karolínie Schmiedlovej przy stanie 1:6, 0:1.

## Finały turniejów WTA
| Legenda                   | Legenda |
| ------------------------- | ------- |
| Wielki Szlem              |         |
| Igrzyska olimpijskie      |         |
| WTA Tour Championships    |         |
| od 2021                   |         |
| WTA 1000 (obowiązkowe)    |         |
| WTA 1000 (nieobowiązkowe) |         |
| WTA 500                   |         |
| WTA 250                   |         |
| WTA 125                   |         |

### Gra pojedyncza 1 (0–1)
| Końcowy wynik | Nr | Data         | Turniej | Nawierzchnia | Przeciwniczka | Wynik finału |
| ------------- | -- | ------------ | ------- | ------------ | ------------- | ------------ |
| Finalistka    | 1. | 2 marca 2025 | Mérida  | Twarda       | Emma Navarro  | 0:6, 0:6     |

## Finały turniejów WTA 125

### Gra pojedyncza 2 (1–1)
| Końcowy wynik | Nr | Data             | Turniej    | Nawierzchnia | Przeciwniczka    | Wynik finału |
| ------------- | -- | ---------------- | ---------- | ------------ | ---------------- | ------------ |
| Finalistka    | 1. | 3 listopada 2024 | Santa Cruz | Ceglana      | Anca Todoni      | 6:7(5), 0:6  |
| Zwyciężczyni  | 1. | 15 lutego 2025   | Cancún     | Twarda       | Carson Branstine | 6:2, 6:1     |

## Finały turniejów ITF
| turnieje z pulą nagród 100 000 $ (W100) |
| turnieje z pulą nagród 80 000 $ (W80)   |
| turnieje z pulą nagród 60 000 $ (W75)   |
| turnieje z pulą nagród 40 000 $ (W50)   |
| turnieje z pulą nagród 25 000 $ (W35)   |
| turnieje z pulą nagród 15 000 $ (W15)   |
| turnieje z pulą nagród 10 000 $         |

### Gra pojedyncza 6 (3–3)
| Rezultat     |    | Data       | Turniej    | ($)    | Naw.    | Przeciwniczka         | Wynik               |
| Finalistka   | 1. | 30/10/2016 | Pereira    | 10 000 | Ceglana | María Herazo González | 3:6, 2:6            |
| Zwyciężczyni | 1. | 04/06/2017 | Antalya    | 15 000 | Ceglana | Vlada Ekshibarova     | 6:2, 6:3            |
| Finalistka   | 2. | 06/08/2017 | Fort Worth | 25 000 | Twarda  | Katerina Stewart      | 4:6, 1:6            |
| Zwyciężczyni | 2. | 19/09/2021 | Medellín   | 25 000 | Ceglana | Laura Pigossi         | 6:0, 6:0            |
| Zwyciężczyni | 3. | 17/10/2021 | Florence   | 25 000 | Twarda  | Wang Xiyu             | 6:3, 0:6, 7:6(0)    |
| Finalistka   | 3. | 26/03/2023 | Mosquera   | 25 000 | Ceglana | Sinja Kraus           | 7:6(4), 6:7(6), 3:6 |

### Gra podwójna 2 (0–2)
| Rezultat   |    | Data       | Turniej   | ($)    | Naw.    | Partnerka        | Przeciwniczki                 | Wynik      |
| Finalistka | 1. | 17/08/2019 | Guayaquil | 25 000 | Ceglana | Katerina Stewart | Hsu Chieh-yu Marcela Zacarías | 4:6, 2:6   |
| Finalistka | 2. | 25/10/2019 | Cúcuta    | 25 000 | Ceglana | Victoria Bosio   | Carolina Alves Renata Zarazúa | 1:6, krecz |